# ميثانال
الفورمالديهايد أو الفورمالدهيد ويسمى أيضاً الفورمول أو ألدهيد النمل (نسبة إلى النمل)، هو مركب عضوي من فصيلة الألدهيدات ذو الصيغة الكيميائية CH2O وهو غاز عديم اللون في درجة الحرارة العادية، سريع الذوبان في الماء وقابل للاشتعال اسمه النظامي ميثانال (methanal).

## التاريخ
صنع  ألكسندر بوتليروف الفورمالدهيد لأول مرة سنة 1855 م، ولكن تعرف عليه العالم الألماني آوغست فيلهلم فون هوفمان رسميًا  سنة 1867 م،  وذلك من خلال إجراء أول عملية تحضير تقنية بواسطة تفاعل نزع الهيدروجين للميثانول.

## خواصه

### الخواص الفيزيائية
الميثانال غاز لا لون له، يذوب في الماء بكميات كبيرة، ومحلول الماء الناتج يحتوي على 40 % من الفورمالدهيد يعرف بالفورمالين، ويستعمل هذا الأخير في التحنيط وكمادة حافظة للأنسجة. حيث تصل درجة غليانه إلى -21 °م.

### الخواص الكيميائية

#### الاحتراق التام
يحترق الميثانال بوجود زيادة من أكسجين الهواء حسب المعادلة التالية.
CH2O + O2 → CO2 + H2O

#### الأكسدة بأكسجين الهواء
يتأكسد الميثانال بسهولة من الأكسجين في الهواء ويشكل حمض الفورميك، لذلك يجب الحفاظ على الميثانال في علبة مغلقة بإحكام.بحيث يتم التفاعل كما يلي.
CH2O + 1/2O2 → HCOOH

#### الأكسدة بمحلول فهلنغ
إن شاردة (أيون) النحاس الثنائية المعقدة الموجودة في الوسط الأساسي هي الشاردة الفعالة لمحلول فهلنغ. بتفاعل المحلول مع الفورمالديهيد نحصل على الميثانوات وراسب أحمر آجري الذي هو أكسيد النحاس الأحادي.و تكون المعادلة الإجمالية للتفاعل كما يلي
تفاعل كما يلي.
2Cu + CH2O + 5OH- → Cu2O + HCOO- + 3H2O

#### التفاعل مع كاشف شيف
يعد اختبار شيف اختبارا للكشف عن الألدهيدات. يستعمل فيه كاشف شيف الذي هو مادة الفوشين ذات اللون الوردي، منحلة في محلول مائي لغاز ثنائي أكسيد الكبريت ويكون المحلول بذلك شفافاً. عند إضافة قطرات من الميثانال لكاشف شيف يتلون تدريجيُا باللون الوردي، أي أنه يعود إلى لونه الاصلي.

## الوفرة الطبيعية
يتوفر الفورمالدهيد في المنتجات من الاحتراق غير الكامل للمواد التي تحتوي على الكربون. هناك في دخان من حرائق الغابات، في انبعاثات السيارات، ودخان التبغ.

## الإنتاج

### صناعياً
ينتج الفورمالدهيد صناعياً من الأكسدة الحفزية للميثانول. الحفازات الأكثر شيوعاً هي الفضة، أو مزيج من أكاسيد الحديد مع الموليبدنوم والفاناديوم.
حسب طريقة فورموكس FORMOX لإنتاج الفورمالدهيد فإن مزيجاً من الميثانول والأكسجين يتفاعلان عند درجة حرارة تتراوح بين 250-400 °س بوجود أكسيد الحديد بالإضافة إلى الموليبدنوم و/أو الفاناديوم ليعطي الفورمالدهيد حسب المعادلة.
2CH3OH + O2 → 2H2CO + 2H2O
تطبق درجات حرارة أعلى، حوالي 650° س، وذلك عند استعمال حفاز يحوي أكسيد الحديد فقط.
كما ينتج الفورمالدهيد في نفس الوقت عن طريق تفاعل نزع الهيدروجين من الميثانول حسب المعادلة:
CH3OH → H2CO + H2
بما أن الفورمالدهيد يتأكسد تلقائياً بأكسجين الهواء الجوي ليشكل حمض الفورميك، فإن الأخير يتواجد بتراكيز من مرتبة جزء من المليون في محاليل الفورمالدهيد التجارية.

### مخبرياً
يحصل على الميثانال مخبرياً من الفورمالين، وهو المحلول مائي الذي يتم فيه حل الميثانال إلى 37 ٪ من الكتلة، وذلك بإضافة برمنغنات البوتاسيوم (KMnO4) بنسب من 1 غرام من برمنغنات إلى 2 مل من الفورمالين. التفاعل ناشر للحرارة، والحرارة المتولدة هو الأمر المهم في العملية.

## الاستعمالات
يستعمل الفورمول خاصة في المجال الطبي والبيولوجي بحيث أنه يُفقد البكتيريا قدرتها الممرضة فتصبح (موهَنة) من أجل أن يجعل جسم الإنسان محصناً ضد أمراض معينة بعد حقنهِ للبيكتيريا المسببة للمرض في شكلها غير الممرض.
كما أن له الاستخدامات التالية:
- مطهر : وخاصة في الطب البيطري (و تعقيم أحواض القدم foot baths).
- التحنيط: كمادة حافظة للحيوانات النافقة أو للبشر (من أجل التشريح في كليات الطب على سبيل المثال).
- طب الأسنان : بشكل مباشر (الفورمالدهيد)، أو مشتق (polyoxymethylene) وخلافا للعقاقير والمنتجات والمواد المستعملة في طب الأسنان ليست خاضعة للترخيص في السوق.
- لإنتاج البوليمرات والمواد الكيميائية (أكثر من 50 ٪ من مجموع الاستخدامات من الفورمالدهيد).
- غالبا ما تستخدم في المواد اللاصقة وراتنجات دائمة، مثل راتنج يوريا-فورمالدهيد المستخدم في صنع الألواح والخشب الرقائقي وصمغ للرموش الأصطناعية أو السجاد، أو إلى شكل رغوة الاصطناعية. ويستخدم لإنتاج المواد الكيميائية أخرى كثيرة، معظمها البوليولات مثل ثريتول تترانيترات، وتستخدم في صناعة مواد الطلاء والمتفجرات. وهناك أيضا غيرها من مشتقات الفورمالدهيد.

## السلامة
وبعد أن تم النظر فيها في البداية باسم "مسرطن محتمل"، كما تم تصنيف الفورمالدهيد «المسببة للسرطان معينة» من قبل الوكالة الدولية لبحوث السرطان، والذي يعتمد على منظمة الصحة العالمية.
وتعتبر مشاركته في سرطان تجويف الأنف والجيوب ولكن الخلط الحالي التحيز في الدراسات في مكان العمل لا يسمح لإبرام. تعرضت عموما وفي الواقع، العمال الذين تعرضوا لعدد كبير من الملوثات المسببة للسرطان يحتمل (نشارة الخشب في صناعة الأخشاب—مسؤولة عن سرطان تجويف الأنف—البنزين—المسؤولة عن سرطان الدم --، وغيرها من الألدهيدات الأسيتالديهيد)، والدور المناسب للفورمالدهايد في هذه السرطانات ولذلك من الصعب تسليط الضوء. 
ويشتبه في تورطه في حدوث سرطان الدم بقوة.
ويمكن أن تهيج العينين والأغشية المخاطية، مما تسبب التهاب الملتحمة والصداع وصعوبة في التنفس يرافقه ألم في الحلق.
كما أن حيوانات المختبر يتعرضون لجرعات عالية من رؤية الميثانال في حياتهم للخطر من سرطان الأنف والحنجرة . 
في طب الأسنان، وكمية صغيرة أدرجت قناة لب القضية في بعض الأحيان استجابة شديدة الحساسية (الطفح الجلدي والحساسية عالية)، وتحدث في غضون ساعات بعد
.

## التنظيم
معظم الدول أوروبية تقيد وتحذر استخدام الفورمالدهيد في التحنيط. استيراد المنتجات التي تعامل مع الفورمالدهيد ومن ثم تخضع لتنظيم أو تحذير. على المبيدات الحيوية (بما في ذلك وقاية النبات)، تحت اسم الفورمالدهيد.

### بالنسبة للاتحاد الأوروبي
يحذر على المادة الفعالة بقرار 2007/442/CE بعدالاستعراض على إدراجها في المرفق الأول [توجيه 91/414/EEC 11] .

### التوقعات
إن الاتحاد الأوروبي يدرس فرض حظر كامل على استخدام الفورمالدهيد كمبيد بيولوجي (بما في ذلك التحنيط) تحت التوجيه منتجات، ولكن لبعض البلدان (أيرلندا وبعض الدول الأخرى الباردة) التي تستخدمه في التحنيط تحفظات على مثل هذا الحظر.